# Saint-Chinian
Saint-Chinian is een gemeente in het Franse departement Hérault (regio Occitanie). De plaats maakt deel uit van het arrondissement Béziers. Saint-Chinian telde op 1 januari 2022 1.775 inwoners.

## Geografie
De oppervlakte van Saint-Chinian bedroeg op 1 januari 2022 23,29 vierkante kilometer; de bevolkingsdichtheid was toen 76,2 inwoners per km².

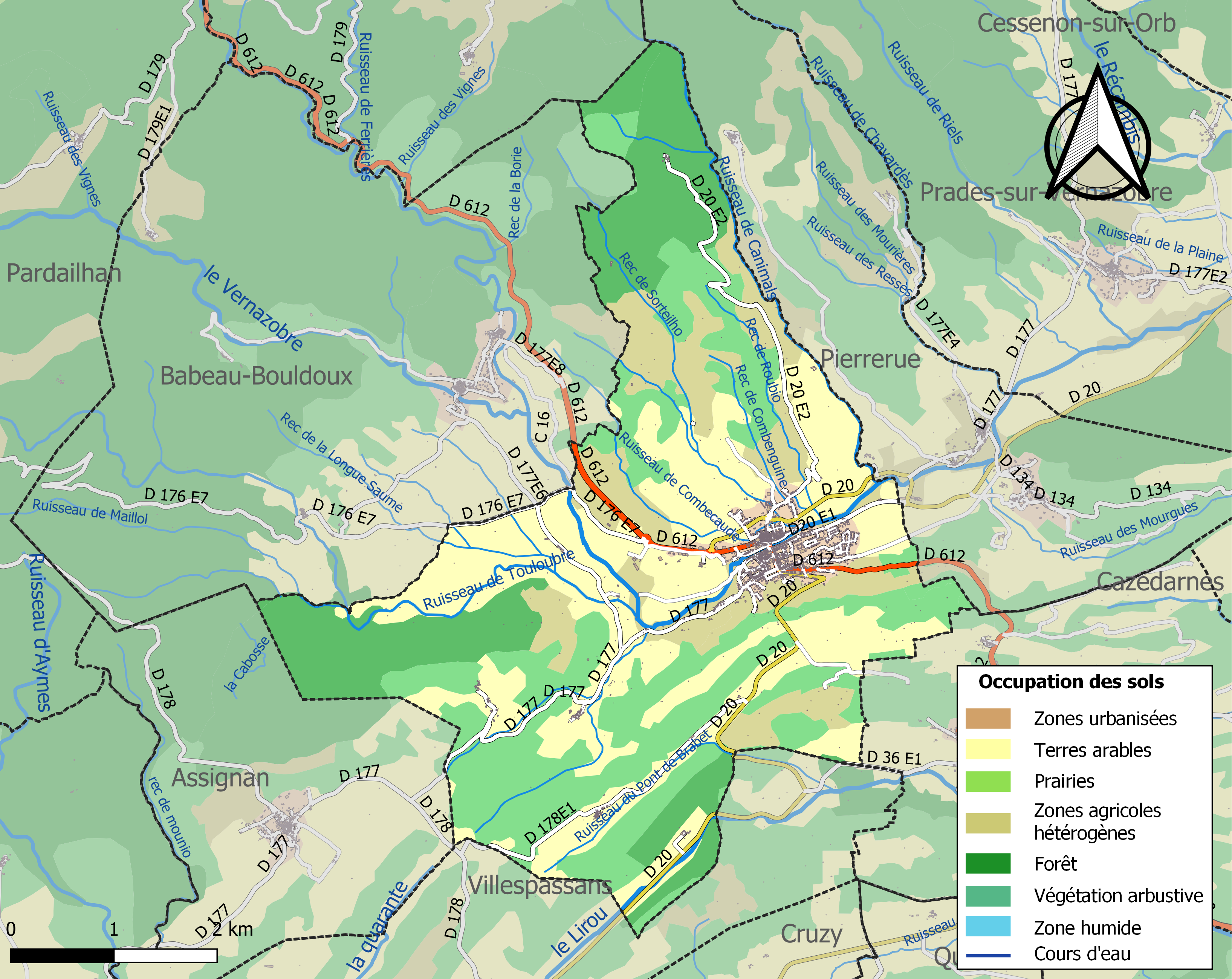
Kaart van de gemeente met belangrijkste infrastructuur, bodemgebruik en omliggende gemeenten

## Demografie
Onderstaande figuur toont het verloop van het inwonertal (bron: INSEE-tellingen).

## Afbeeldingen

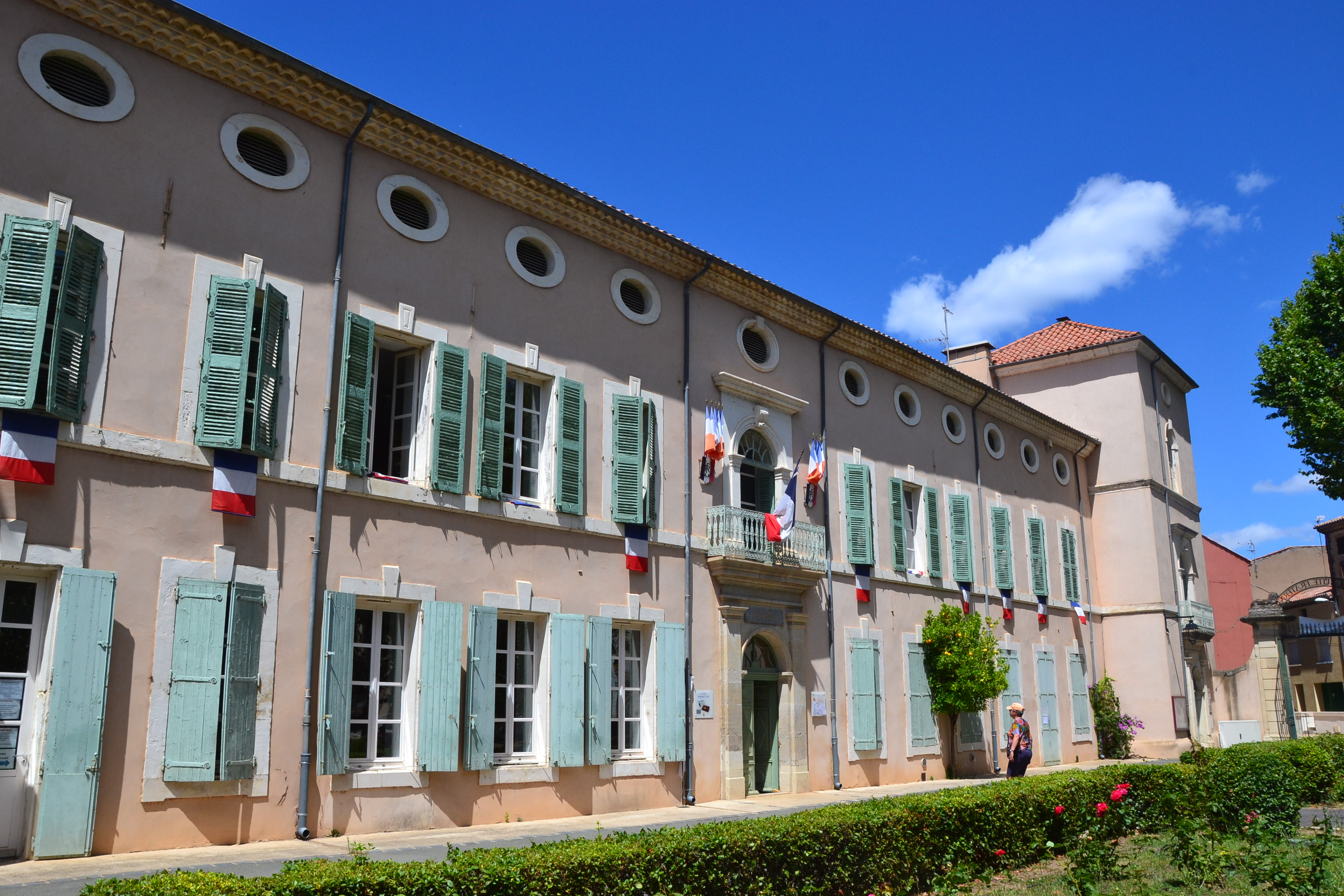
Gemeentehuis
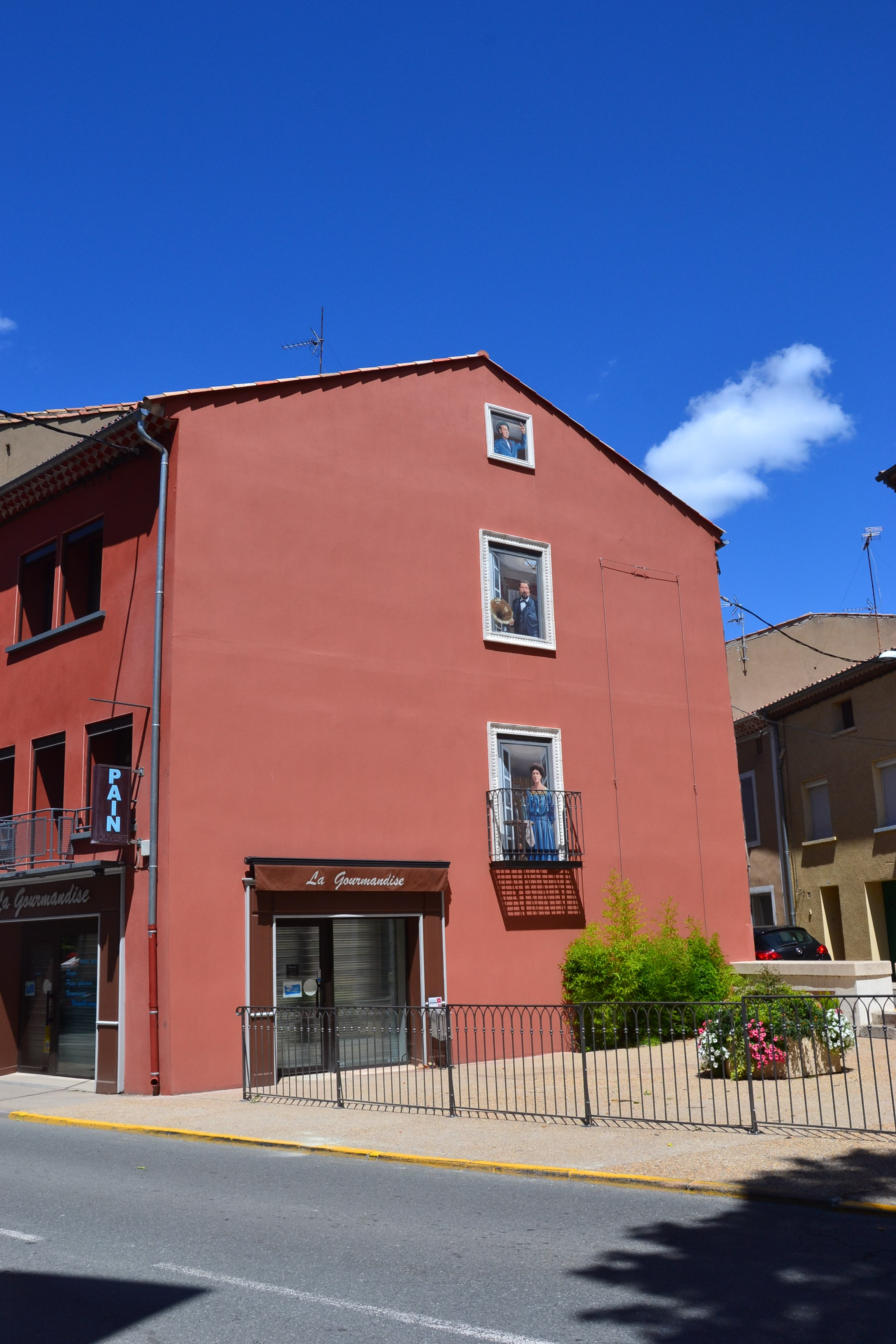
Trompe l'oeil, hoek Grand Rue en Rue du Magot